# Портільйо (Вальядолід)
Портільйо (ісп. Portillo) — муніципалітет в Іспанії, у складі автономної спільноти Кастилія-і-Леон, у провінції Вальядолід. Населення — 2591 особа (2010).
Муніципалітет розташований на відстані близько 140 км на північний захід від Мадрида, 22 км на південний схід від Вальядоліда.
На території муніципалітету розташовані такі населені пункти: (дані про населення за 2010 рік)
- Аррабаль-де-Портільйо: 1677 осіб
- Портільйо: 914 осіб

## Демографія
Динаміка населення (INE ):

## Галерея зображень

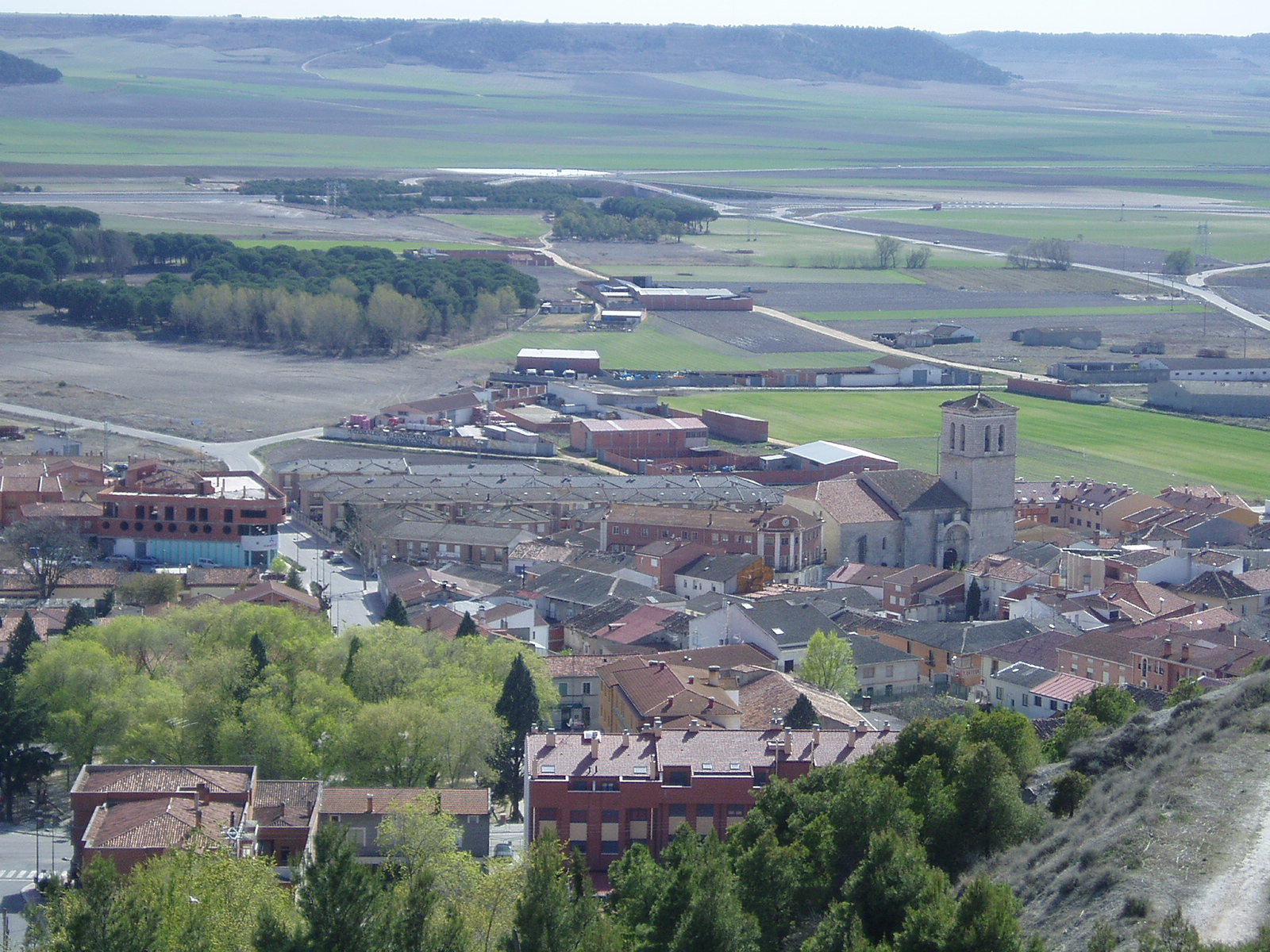
Аррабаль-де-Портільйо
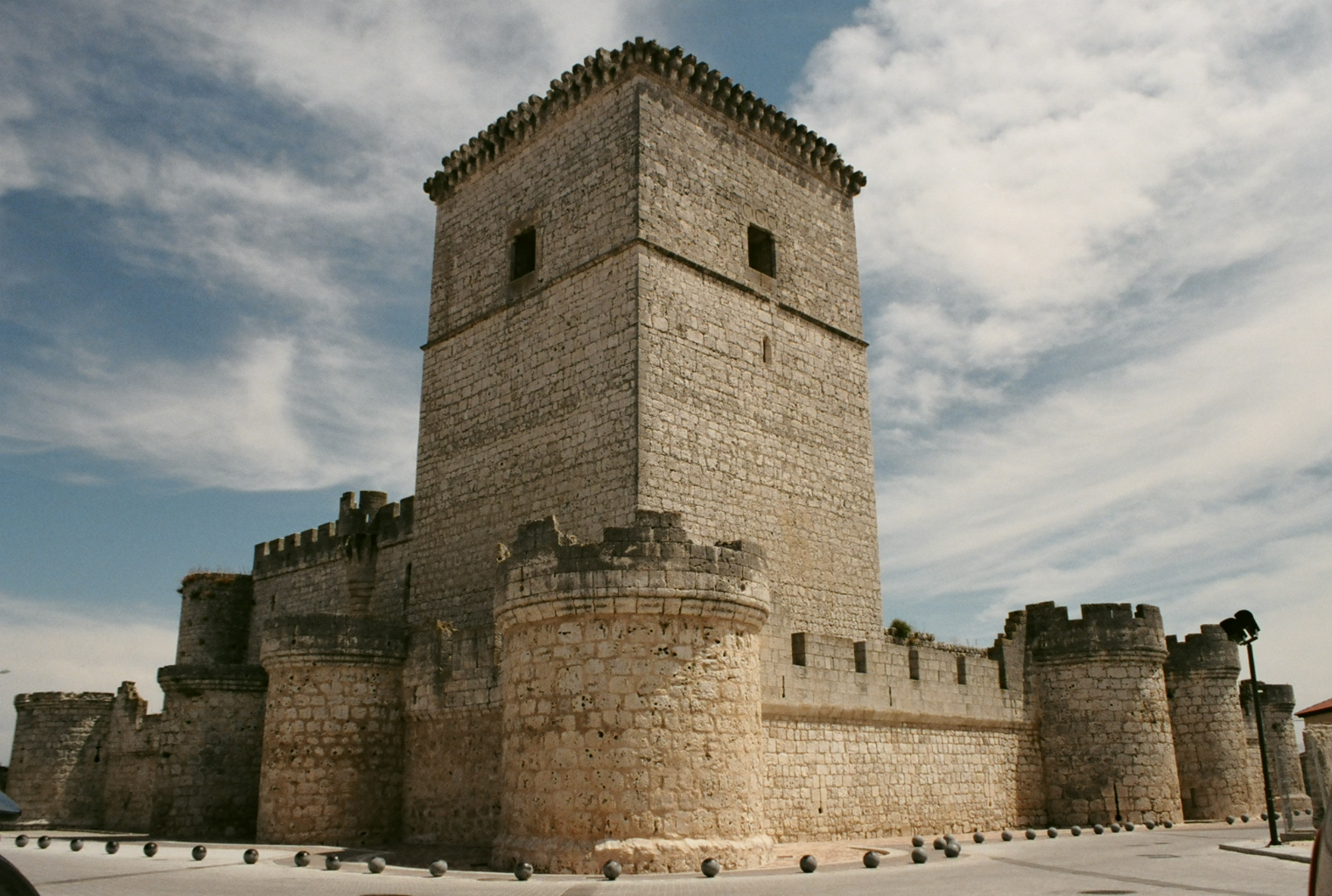
Замок Портільйо